# René Steichen
René Steichen (Diekirch, 27 de novembre de 1942) és un polític i empresari luxemburguès, que fou membre de la Comissió Europea entre 1992 i 1995.
Membre del partit conservador Partit Popular Social Cristià (CSV) el 1974 fou escollit alcalde de la seva ciutat natal, càrrec que va ocupar fins al 1984. El 1979 fou escollit diputat al Parlament de Luxemburg, esdevenint Secretari d'Estat entre 1984 i 1989, moment en el qual fou nomenat Ministre d'Agricultura, Viticultura i Desenvolupament Rural en el govern de Jacques Santer.
Abandonà la política nacional el desembre de 1992 per ser nomenat Comissari Europeu d'Agricultura i Desenvolupament Rural en la formació de la Comissió Delors III el gener de 1993, càrrec que va exercir fins al 1995.